# Франчук, Карп Яковлевич
Карп Я́ковлевич Франчу́к (13 октября 1915; село Вишнополь ныне Тальновского района Черкасской области, Украина — 29 ноября 1956; село Вишнополь ныне Тальновского района Черкасской области, Украина) — Герой Советского Союза (18 августа 1945), подполковник (1950), военный штурман 2-го класса (1950).

## Биография
Родился 30 сентября (13 октября) 1915 года в селе Вишнополь ныне Тальновского района Черкасской области (Украина). Украинец. С 1924 года работал в сельском хозяйстве. В 1933 году окончил 7 классов школы в родном селе, в 1938 году — Уманский техникум механизации сельского хозяйства. Работал помощником старшего механика Каменской машинно-тракторной станции.
В армии с октября 1938 года. В 1939 году окончил Воронежскую школу младших авиационных специалистов, до августа того же года служил авиамехаником в строевых частях ВВС (в Воронеже). В 1940 году окончил Мелитопольское военное авиационное училище лётчиков и лётчиков-наблюдателей. Служил штурманом в строевых частях ВВС (в Одесском военном округе).
Участник Великой Отечественной войны: в июне 1941-мае 1942 — штурман звена 210-го бомбардировочного авиационного полка, в мае-декабре 1942 — штурман авиаэскадрильи 366-го отдельного разведывательного авиационного полка, в январе-августе 1943 — штурман авиаэскадрильи 288-го бомбардировочного авиационного полка, в августе 1943-мае 1945 — штурман авиаэскадрильи и штурман 650-го бомбардировочного авиационного полка.
Воевал на Южном, Северо-Кавказском, Закавказском, 2-м Прибалтийском и 1-м Белорусском фронтах. Участвовал в оборонительных операциях на юге Украины, в Донбассе и на Дону, в битве за Кавказ, освобождении Кубани, в Рижской и Берлинской операциях. За время войны совершил 311 боевых вылетов (197 вылетов — на бомбардировщике Су-2 и 114 вылетов — на бомбардировщике Пе-2), в воздушных боях лично сбил 3 самолёта противника.
За мужество и героизм, проявленные в боях, Указом Президиума Верховного Совета СССР от 18 августа 1945 года майору Франчуку Карпу Яковлевичу присвоено звание Героя Советского Союза с вручением ордена Ленина и медали «Золотая Звезда» (№ 8879).
После войны продолжал службу в строевых частях ВВС (в Закавказском военном округе). В 1950 году окончил Краснодарскую высшую офицерскую школу штурманов ВВС. С 1951 года — на штабных должностях в ВВС.
В июле 1952-июле 1953 участвовал в боевых действиях в Корее в должности начальника разведки — заместителя начальника штаба 216-й истребительной авиационной дивизии.
После возвращения из Кореи служил заместителем начальника штаба авиадивизии по командному пункту (в Северном военном округе). С августа 1954 года подполковник К. Я. Франчук — в отставке.
Жил в селе Вишнополь ныне Тальновского района Черкасской области (Украина). Умер 29 ноября 1956 года. Похоронен в селе Вишнополь.

## Награды
- Герой Советского Союза (18.08.1945);
- орден Ленина (18.08.1945);
- три ордена Красного Знамени (16.11.1941, 9.09.1942, 3.10.1945);
- орден Отечественной войны 1-й степени (15.01.1945);
- орден Красной Звезды (5.11.1954);
- медаль «За боевые заслуги» (20.06.1949);
- другие медали.

## Память
Его именем названа улица в селе Вишнополь.